# Tikaderia psechrina
Tikaderia psechrina là một chi đơn loài nhện trong họ Agelenidae. Chúng được Eugène Simon miêu tả loài năm 1906 và Pekka T. Lehtinen miêu tả chi năm 1967.
Loài này chỉ được tìm thấy ở châu Á.